# Падовезе, Луиджи
Луиджи Падовезе (итал. Luigi Padovese, 31 марта 1947, Милан — 3 июня 2010, Искендерун) — титулярный епископ и викарий апостольского викариата Анатолии. Член монашеского ордена капуцинов. Был убит 3 июня 2010 года своим собственным водителем.

## Биография
4 октября 1965 году вступил в монашеский орден капуцинов. Учился в Папском Григорианском университете. 4 октября 1968 года принёс вечные монашеские обеты. 16 июня 1973 года был рукоположен в священника. 11 октября 2004 года Падовезе был назначен апостольским викарием Анатолии и титулярным епископом Монтеверде. 7 ноября 2004 года состоялось рукоположение Луиджи Падовезе в епископа. Во время своего служения также занимал должность президента турецкого отделения Каритас.

## Убийство
3 июня 2010 года Падовезе был убит в своей летней резиденции. По другим сообщениям, он скончался в скорой по пути в больницу. Согласно словам свидетелей, убийца кричал: «Аллах акбар», и, нанеся Падовезе несколько ударов ножом, отрезал ему голову. Представители католической церкви, включая главу пресс-центра Святого Престола Федерико Ломбарди, заявили, что они испытывают «шок и печаль» в связи со смертью Падовезе.
Полиция арестовала по подозрению в убийстве епископа его водителя Мурата Алтуна. До инцидента Алтун работал у Падовезе водителем в течение четырёх с половиной лет, до убийства он лечился от психологических расстройств. В полиции водитель заявил, что убил Падовезе потому, что ему было дано откровение, согласно которому епископ являлся антихристом. Полиция Турции заявила, что мотивы убийства не были политическими.
22 января 2013 года Мурат Алтун был приговорён к 15 годам тюремного заключения.